# Abdelmadjid Tebboune

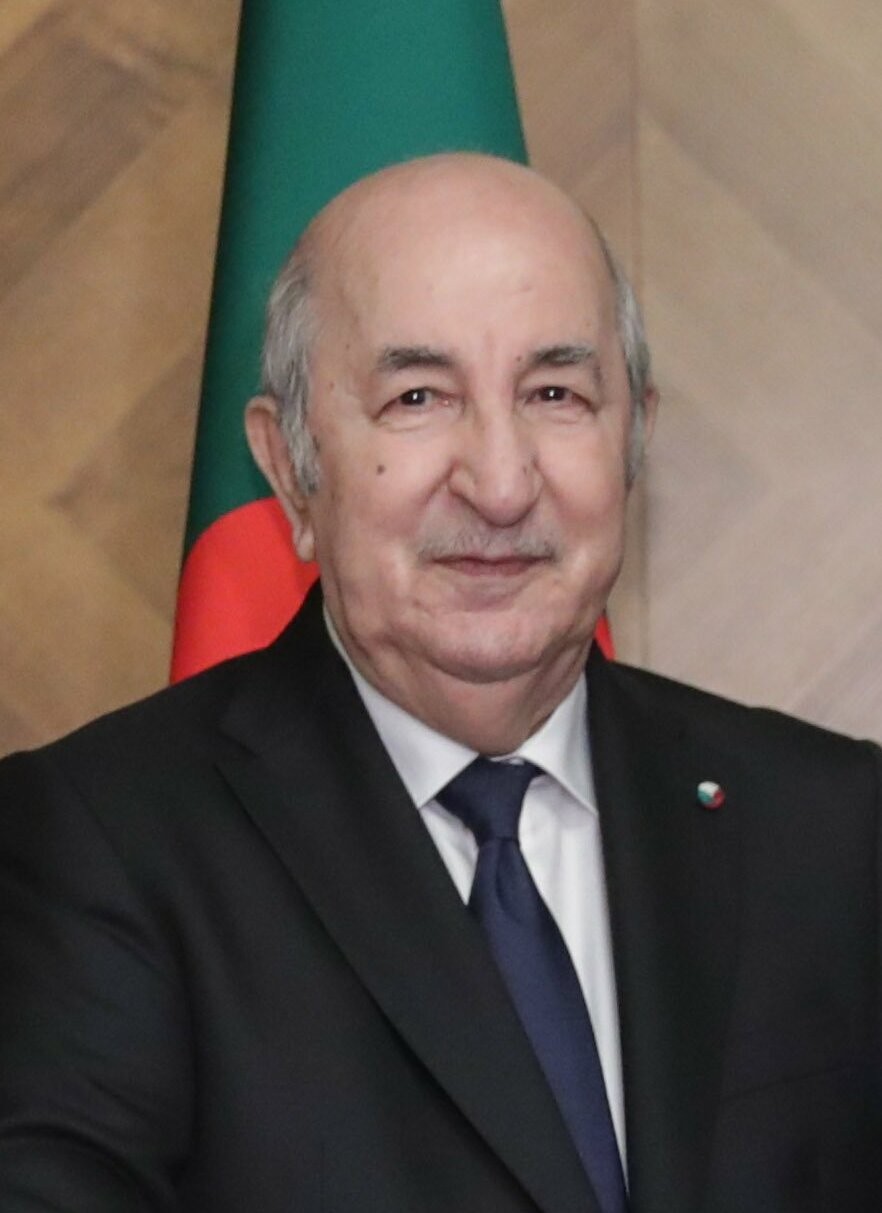
Abdelmadjid Tebboune (2023)

Abdelmadjid Tebboune (arabisch عبد المجيد تبون, DMG ʿAbd al-Maǧīd Tabbūn; * 17. November 1945 in Méchria, damals Territoire d'Aïn-Sefra, Französisch-Algerien; heute Provinz Naama) ist ein algerischer Politiker. Seit dem 19. Dezember 2019 ist er der amtierende Präsident Algeriens, nachdem er unter anderem bereits 2017 Premierminister gewesen war.

## Leben
Tebboune absolvierte ein Studium an der École nationale d’administration (ENA) in Algier und trat danach in den Staatsdienst ein. Zunächst war er vom 18. April 1975 bis zum 1. Oktober 1977 Generalsekretär der Provinz (Wilāya) Djelfa sowie im Anschluss zwischen 1977 und 1979 Generalsekretär der Provinz Adrar, ehe er von 1979 bis zum 30. Januar 1983 Generalsekretär der Provinz M'Sila wurde. Am 30. Januar 1983 löste er Abdelkrim Bouderghouma als Gouverneur (Wālī) der Provinz Adrar ab und bekleidete diesen Posten bis zu seiner Ablösung durch Abdelmalek Sellal am 13. Mai 1984. Im Anschluss übernahm er von Mohamed Seghir Hamrouchi am 13. Mai 1984 den Posten als Gouverneur der Provinz Tiaret, den er bis zu seiner Ablösung durch Rabah Boubertakh am 26. Juli 1989 innehatte. Danach fungierte er als Nachfolger von Ahmed El Ghazi vom 26. Juli 1989 bis zum 21. August 1991 als Gouverneur der Provinz Tizi Ouzou, woraufhin Mostefa Benmansour seine Nachfolge antrat. Des Weiteren war er zwischen dem 18. Juni 1991 und dem 22. Februar 1992 Beigeordneter Minister für kommunale Gemeinschaften in der Regierung von Premierminister Sid Ahmed Ghozali.
Am 23. Dezember 1999 wurde Tebboune, der Mitglied der Nationalen Befreiungsfront FLN (Front de Libération Nationale) ist, Minister für Kultur und Kommunikation in der Regierung von Premierminister Ahmed Benbitour und übte dieses Amt bis zum 26. Juni 2000 aus. In der darauf folgenden ersten Regierung von Premierminister Ali Benflis fungierte er zunächst vom 26. Juni 2000 bis zum 21. Mai 2001 erneut als Beigeordneter Minister für kommunale Gemeinschaften und war danach in der zweiten Regierung von Premierminister Benflis zwischen dem 31. Mai 2001 und dem 4. Juni 2002 Minister für Wohnungsbau und Stadtplanung. Das Amt des Ministers für Wohnungsbau und Stadtplanung hatte er vom 3. September 2012 bis zum 25. Mai 2017 auch in der ersten, zweiten, dritten und vierten Regierung von Premierminister Abdelmalek Sellal inne. In der vierten Regierung Sellal fungierte er zwischen dem 19. Januar und dem 25. Mai 2017 zugleich als kommissarischer Handelsminister.
Als Nachfolger von Abdelmalek Sellal übernahm Tebboune am 25. Mai 2017 schließlich selbst das Amt als Premierminister von Algerien. Bereits wenige Monate später wurde er am 17. August 2017 von Ahmed Ouyahia von der Nationalen Demokratischen Sammlung (Rassemblement National Démocratique, RND) abgelöst, der damit zum vierten Mal das Amt des Premierministers übernahm.
Am 27. September 2019 gab Tebboune bekannt, für die auf den 12. Dezember 2019 verschobene Präsidentschaftswahl anzutreten. Obwohl langjähriges Mitglied der Regierungspartei FLN, kandidierte Tebboune als unabhängiger Kandidat. Am 7. September 2024 wurde er mit 94,6 % der gültigen Stimmen wiedergewählt, die Wahlbeteiligung lag bei 48 %.

### Präsidentschaft
Bei der Wahl am 12. Dezember erhielt er bereits im ersten Wahlgang 58,15 % der Stimmen und damit die erforderliche absolute Mehrheit.
Am 19. Dezember 2019 wurde Tebboune schließlich als Präsident Algeriens vereidigt.
Den 22. Februar 2019, den Tag des Beginns der Protestbewegung, die zu Neuwahlen und zur Ablösung von der 20-jährigen Herrschaft von Abd al-Aziz Bouteflika führte, erklärte er zu einem nationalen Feiertag.
Nachdem Tebboune das Amt des Staatspräsident übernommen hatte, ließ er das Volk über eine neue Verfassung abstimmen, die diese bestätigte. Danach ließ er die Geheimdienste unter die Kontrolle der Regierung stellen, um die Macht des Militärs zu begrenzen.
Tebboune holte bei der Bildung seiner Regierung Personen aus der Privatwirtschaft. Er stellte ein Ministerium für landesweite Start-ups sowie eine Förderung von ländlichen strukturschwachen Regionen auf, schaffte Steuern für alle Gehälter unter 30 000 Dinar (~190 Euro) ab, erhöhte den Mindestlohn und begann eigener Aussage zufolge mit der Korruptionsbekämpfung mit einer Neuaufstellung des algerischen Rechnungshofs.
Am 24. Oktober 2020 kam es zu COVID-19-Verdachtsfällen in Tebbounes Umfeld. Er begab sich zunächst in Selbstisolation und am 27. Oktober in das Militärkrankenhaus Aïn Naadja in Algier. Tags darauf wurde er nach Deutschland verlegt.
Zwei Monate später kehrte er nach Algerien zurück.
Im Oktober 2021 brach Tebboune die diplomatischen Beziehungen zu Frankreich ab. Der französische Präsident Emmanuel Macron, zu dem Tebboune eigener Aussage nach ein persönlich gutes Verhältnis hatte, hatte zuvor im Gespräch mit Algeriern die Theorie erörtert, ob Algerien vor der Kolonialisierung durch die Franzosen überhaupt eine Nation gewesen sei. Dies ist laut Tebboune eine Beleidigung gewesen, auf die er als Staatschef zu reagieren habe, um sich weiterhin der Unterstützung des algerischen Volkes sicher zu sein. Tebboune hatte im selben Jahr auch die diplomatischen Beziehungen zu Marokko abgebrochen, nachdem sich ein marokkanischer Vertreter bei der UNO wohlwollend zu separatistischen Bestrebungen in Algerien geäußert hatte und der marokkanische König dem nicht widersprochen hatte. Im Gegenzug begutheißt Tebboune Unabhängigkeitsbestrebungen der Polisario in der Westsahara. Als Folge des Abbruchs der diplomatischen Beziehungen zu Frankreich und Marokko gehörte auch die Sperrung des algerischen Luftraums für Militärflugzeuge der beiden Staaten.